# Jaegerbaechel
Der Jaegerbaechel (französisch Ruisseau le Lomdgraben), am Oberlauf Landgraben genannt, ist ein etwa 11,4 km langer rechter Zufluss der Moder im Département Bas-Rhin in der Region Grand Est.

## Geographie

### Verlauf
Der Landgraben entspringt in den Nordvogesen südwestlich von Grassendorf  auf einer Höhe von etwa 237 m. Er fließt zunächst in östlicher Richtung am Südrand des Ortes entlang und wechselt dann auf das Gebiet der Ortschaft Morschwiller, an welche er ebenfalls südlich vorbeiläuft. Er unterquert nun die D 419 und bewegt sich danach durch eine landwirtschaftlich genutzte Zone. Bei Uhlwiller-Niederaltdorf kreuzt er die D 227. Etwas später fließt ihm auf seiner rechten Seite, der von Ohlungen-Keffendorf kommende Keffenbach zu. Ab hier wechselt der Landgraben seine Bezeichnung und wird nun "Jaegerbaechel" genannt. Kurz vor der Unterquerung der D 110 wird er auf seiner linken Seite vom Ruisseau d’Uhlwiller gespeist. Der Jaegerbaechel fließt nun zwischen der Ortschaft Ohlungen und den Siedlungen Cité du Stade und Cité de la Forêt hindurch und kreuzt dann die D 241. Bachabwärts wird er auf seiner rechten Seite vom Sommerbaechel gestärkt. Der Jaegerbaechel umfließt Schweighouse-sur-Moder  von Süden, unterquert dann die D 85 und mündet schließlich auf einer Höhe von 148 m in die Moder.

### Zuflüsse
- Keffenbach (rechts), 1,2 km
- Ruisseau d’Uhlwiller (links), 5,2 km
- Sommerbaechel (rechts), 4,3 km